# Хенинг III фон дер Шуленбург
Хенинг III фон дер Шуленбург (на немски: Henning III von der Schulenburg; * 1587, Тангерн; † 1637) е благородник от род „фон дер Шуленбург“ от клон „Бялата линия“.

## Произход
Той е вторият син на фрайхер Даниел I фон дер Шуленбург (1538 – 1594) и съпругата му Еренгард (Армгард) фон Алтен (пр. 1538 – сл. 1611), дъщеря на Кристоф фон Алтен († 1538) и Магдалена фон Крам (1514 – 1599). Внук е на граф Матиас III фон дер Шуленбург († 1542, битка при Пеща, Унгария) и втората му съпруга Анна фон Венкщерн († 1575). По-големият му брат фрайхер Матиас V фон дер Шуленбург (1578 – 1656) се жени през 1609 г. за Маргарета Шенк фон Флехтинген (1571 – 1636), сестра на бъдещата му съпруга Катарина Шенк фон Флехтинген.

## Фамилия
Хенинг III фон дер Шуленбург се жени на 25 юни 1611 г. за Катарина Шенк фон Флехтинген († сл. 1638), сестра на съпругата на брат му, дъщеря на Вернер Шенк фон Флехтинген († 1597) и Сабина фон Бредов († 1632). Те имат 10 деца:
- Даниел († 1614), граф
- Ото
- Якоб III (1615 – 1642 при Волфенбютел), граф
- Еренгард († 1614)
- Вернер († 1614)
- Сабина, омъжена за Кристоф Каспар фон Арним
- Матиас († 1619)
- Катарина Маргарета
- Даниел Вернер († 1617)
- Хайнрих XI фон дер Шуленбург (* 6 септември 1621, Ангерн; † 11 септември 1691, Конерт), женен ок. 1649 г. за Флорина фон дем Кнезебек (1629 – 1712); имат 7 сина